# ムラデン・ドラー

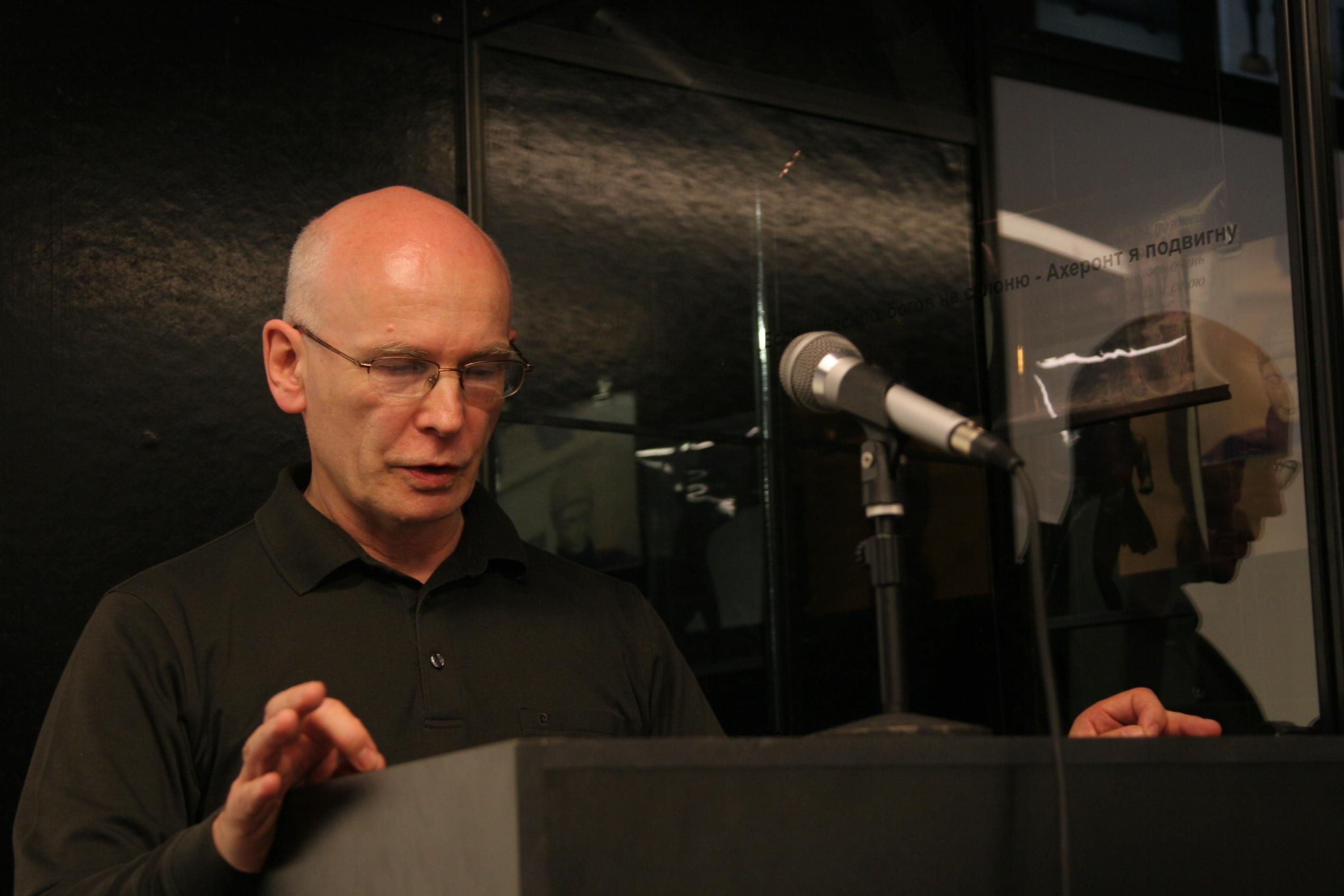
2011年のムラデン・ドラー

ムラデン・ドラー（Mladen Dolar、1951年1月29日 - ）は、スロベニアの哲学者、文化理論家、ラカン派精神分析学者。
1951年マリボル生まれ。1978年にリュブリャナ大学を哲学とフランス語で卒業し、1979年から1980年にパリ第8大学、1989年から1990年にウェストミンスター大学で学んだ。1992年、ヘーゲルに関する学位論文によりリュブリャナ大学で博士号を取得した。
1970年代後半、ラカン派精神分析理論・ドイツ観念論・マルクス主義の総合を主な目的に、スラヴォイ・ジジェク、ラストコ・モチニクとリュブリャナ精神分析学派を創始した。スラヴォイ・ジジェク、アレンカ・ジュパンチッチと共に有力メンバーの一人である。
1982年以来、リュブリャナ大学で哲学を教えている。リュブリャナ大学哲学科教授・上級研究員、European Graduate School教授を務める。2015年からシカゴ大学客員教授。
研究領域は、ドイツ観念論、構造主義、精神分析理論、映画・音楽の哲学。音楽理論家、映画評論家としても知られている。

## 著書
- Opera's Second Death, (Routledge, 2001), co-authored with Slavoj Žižek.
スラヴォイ・ジジェク共著, 中山徹訳『オペラは二度死ぬ』（青土社, 2003年）
- A Voice and Nothing More, (MIT Press, 2006).